# Kim Tok-hun
Kim Tok-hun (en coreano: 김덕훈; nacido en 1961) es un politico norcoreano. Fue Premier de Corea del Norte desde agosto de 2020 hasta diciembre de 2024. Es miembro de pleno derecho del Politburó del Partido de los Trabajadores de Corea, además de ser vicepresidente de la Comisión de Asuntos Estatales.
Fue anteriormente vicepremier del país entre 2014 y 2020.

## Vida personal
Kim nació en 1961. Kim comenzó su carrera como gerente de planta y supervisor en el sector de la industria pesada de Corea del Norte. Su primer puesto importante fue el de subdirector en el Complejo de Maquinaria Pesada de Taean. Fue nombrado director del complejo en 2003, cuando el país instituyó su “sistema empresarial complejo” en 2001.
Kim fue elegido diputado para la 11.ª legislatura de la Asamblea Popular Suprema en 2003.

## Carrera política
Kim fue anteriormente delegado para la cooperación Norte-Sur.
Ha sido miembro del Comité Central del Partido de los Trabajadores de Corea, desde el VII Congreso en mayo de 2016. Se unió posteriormente al Politburó el 11 de abril de 2019 como miembro suplente y fue ascendido a miembro de pleno derecho el 31 de diciembre. Posiblemente obtuvo la aprobación de Kim Jong-un al descubrir un escándalo de corrupción que involucraba instalaciones de formación de cuadros en febrero de 2020. En abril de 2020, fue elegido presidente del Comité de Presupuesto de la Asamblea Popular Suprema.
El 13 de agosto de 2020, fue designado como Premier por Kim Jong-un, y fue elevado al nivel más alto del Presídium del Politburó. En agosto de 2023, en un articulo de la Agencia Central de Noticias de Corea, Kim Jong-un criticó públicamente a Kim Tok-hun y a su gabinete, por el manejo del desastre de las marismas de Ansok tras la tormenta tropical Khanun. Afirmó que los esfuerzos de recuperación se organizaron y ejecutaron de manera inadecuada, mostrando una falta de urgencia y compromiso.
El 27 de diciembre de 2024, al término de la reunión general anual de fin de año del Comité Central del Partido, Kim fue sustituido por Pak Thae-song como Premier. Kim pasó a ocupar el cargo de jefe del Departamento de Asuntos Económicos del partido.